# Karel Verlat

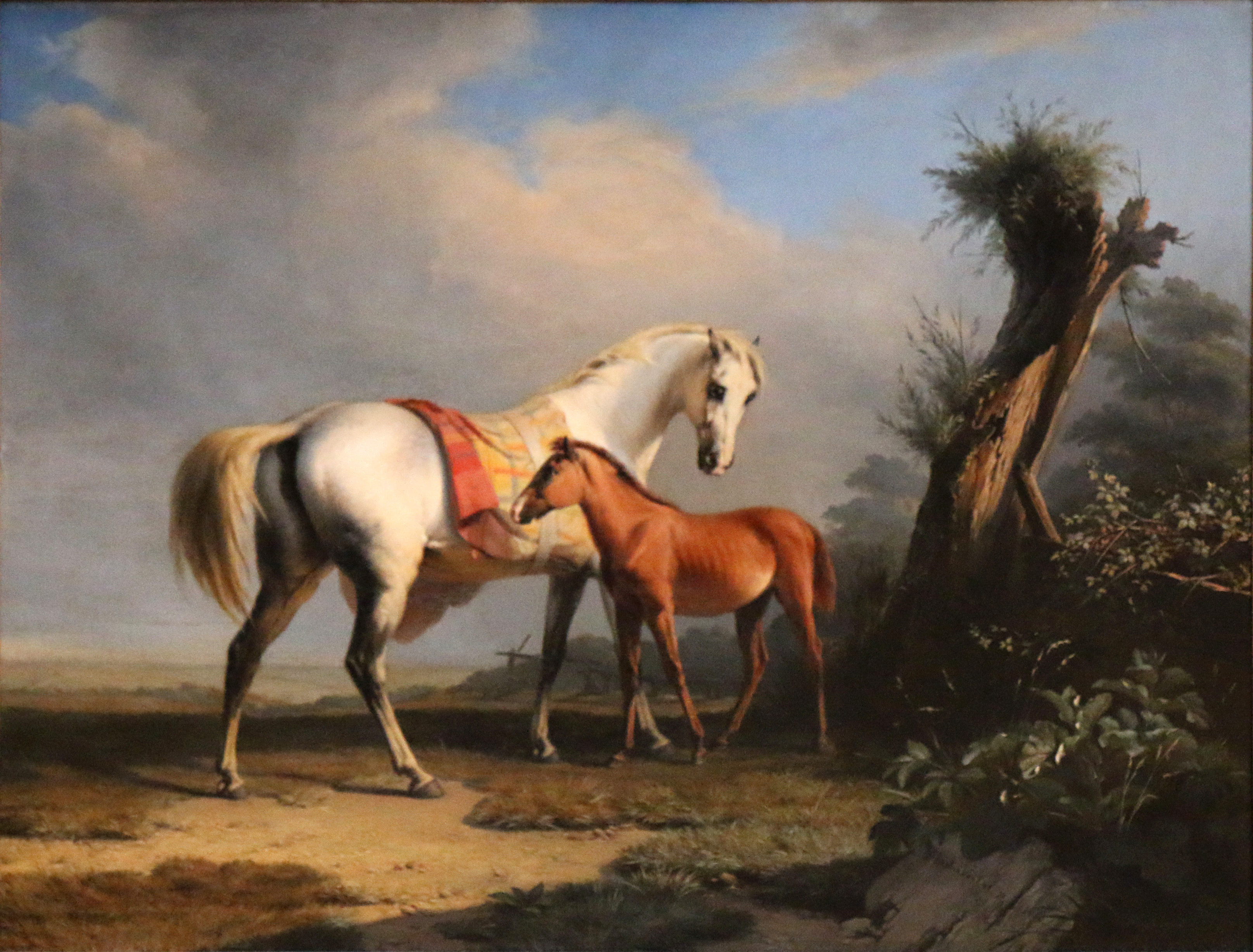
Merrie met veulen, 1846

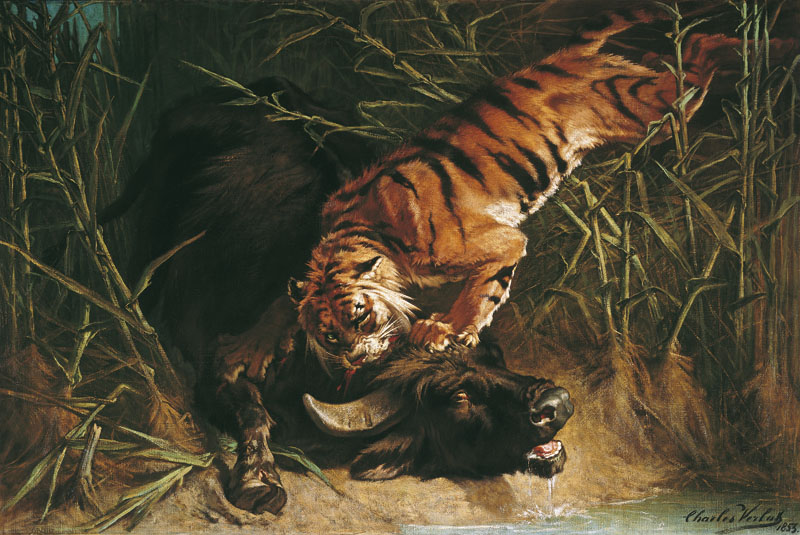
Buffel verrast door een tijger, 1853

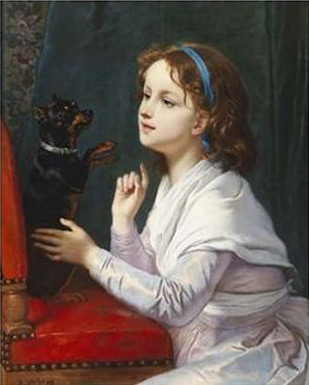
Kunstje, 1868

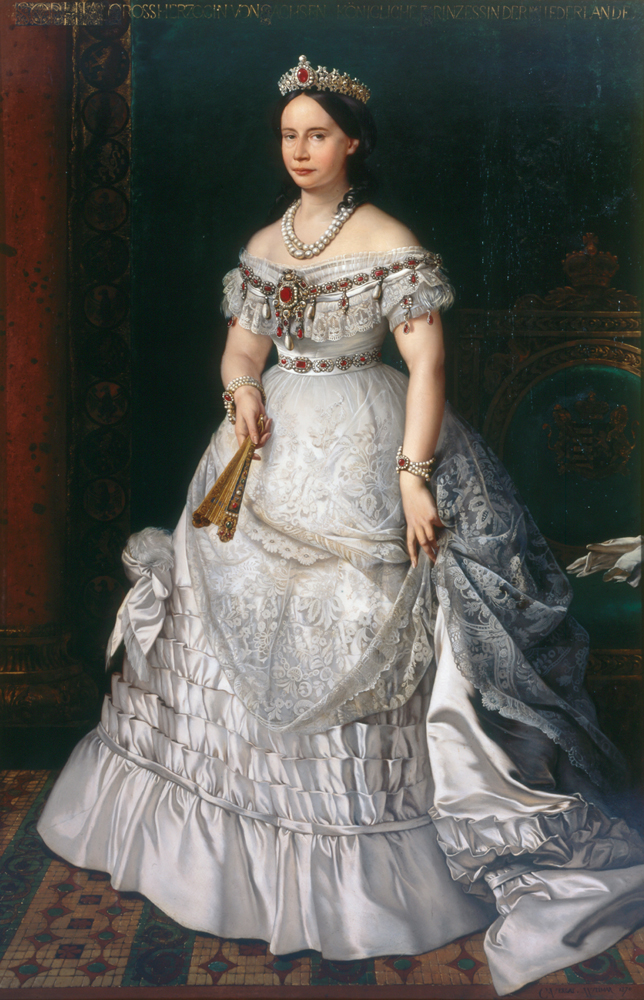
Prinses Sophie der Nederlanden, 1870

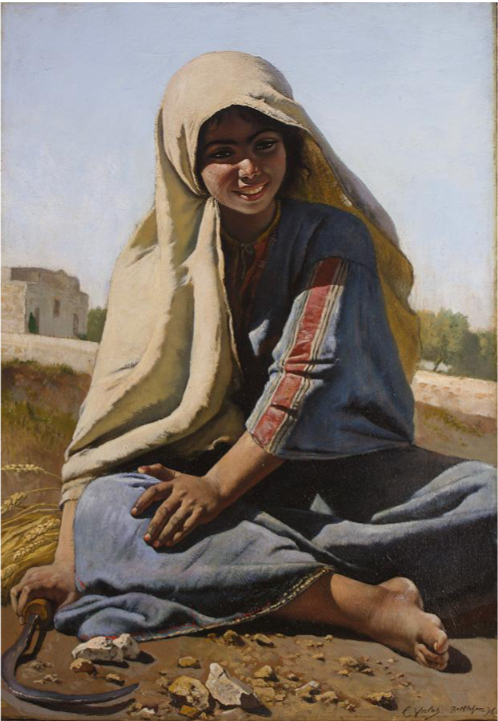
Meisje uit Bethlehem, 1876

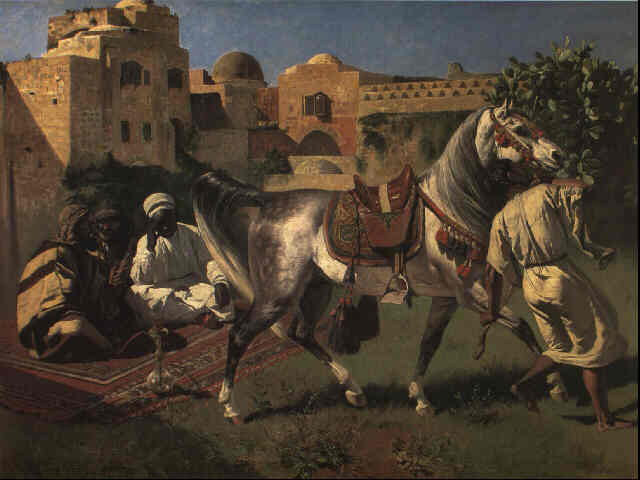
Arabisch paard te Jeruzalem, 1877

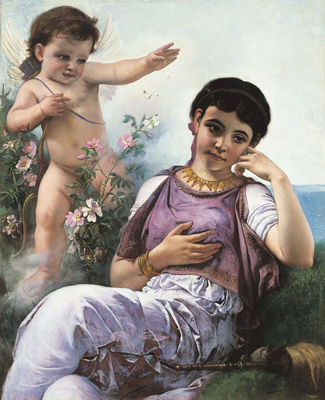
Ariadne en Amor, 1880

Michel Marie Charles (Karel) Verlat (Antwerpen, 25 november 1824 – aldaar, 23 oktober 1890) was een Vlaamse kunstschilder.

## Opleiding en eerste werken
Zijn vader was fabrikant van zeep, olie en soda. Zijn moeder, een zeer begaafde vrouw, gaf hem de eerste tekenlessen. Van kindsbeen af leefde hij voor de kunst. Op twaalfjarige leeftijd maakte hij, naar een voorbeeld van Horace Vernet, de “Inneming van Constatine”. Het werk werd tentoongesteld in het uitstalraam van kunsthandelaar Tessaro op de Schoenmarkt te Antwerpen.
Op veertienjarige leeftijd verliet hij de school en werd samen met Godfried Guffens aanvaard om les te volgen bij Nicaise de Keyser in het Vleeshuis. Andere leerlingen van De Keyser in die tijd waren:Edouard Hamman, Jan Swerts, Jozef Lies en Johan Bernard Wittkamp. Terzelfder tijd volgde hij de leergangen aan de Antwerpse Academie.
In 1843 zond hij het doek “Pepyn de Korte in het strijdperk eenen leeuw doodende, die met eenen stier vecht” naar de driejaarlijkse tentoonstelling van Antwerpen. Naar de tentoonstelling van Brussel zond hij in 1845 “Carloman op de everzwijnenjacht”. Deze vaderlandse taferelen schilderde hij later nog enkel op bestelling. De “Inneming van Jeruzalem door Godfried van Bouillon” en het “Standbeeld van Alva door de straten van Antwerpen gesleept” zijn hiervan enkele voorbeelden. Op 22-jarige leeftijd viel hem een eerste onderscheiding te beurt. De Maatschappij tot Aanmoediging der Schone Kunsten koos “Moeder met haar kind” als onderwerp voor de lithografie welke zij dat jaar onder haar leden uitdeelde.
In 1847 dingt hij mee naar de “prijs van Rome” maar kan door een armbreuk het doek niet afwerken. Het onderwerp was de Judas' kus. In 1849 schilderde hij hetzelfde thema (“Christus door Judas verraden”) voor de Sint-Germanuskerk van Tienen, de geboortestad van zijn vader.

## Verblijf in Parijs
In 1850 schonk zijn rijke bloedverwant Albert Marnef, eigenaar van het kasteel van Wespelaar en van de voormalige Brouwerij Artois in Leuven, hem het nodige geld om gedurende vier jaar zijn studies voort te zetten. Hiervoor viel zijn keuze op Parijs. Hier verbleef hij achttien jaar en kwam in contact met kunstenaars als Ary Scheffer, Constant Troyon, Narcisso Virgilio Diaz de la Peña, Théodore en Philippe Rousseau, Alexandre Cabanel, Jean-Louis-Ernest Meissonier en Eugène Isabey.
Hij volgde eerst de lessen bij Ary Scheffer en later bij Jean-Hippolyte Flandrin aan de Académie des Beaux-Arts.
In 1850 schilderde hij “Jezus van het Kruis genomen” (“Piëta”), één der veertien statiën van de Sint-Andrieskerk te Antwerpen. In 1851 stelde hij te Brussel het doek “Romulus en Remus door de wolven gezoogd” tentoon.
In 1852 betrok hij te Parijs een eigen atelier in de Cité Frochot. Hier hadden ook Théodore en Philippe Rousseau en Eugène Isabey hun werkplaats. Op bestelling van de Antwerpse burgemeester Jan Frans Loos en schepenen Charles Pêcher en Gustave Piéron vervaardigde hij in 1854 “Godfried van Bouillon storm loopende tegen Jeruzalem”.
Op de wereldtentoonstelling van 1855 te Parijs kreeg hij een gouden medaille.
Gustave Courbet was, onder invloed van de Spaanse meesters, de weg opgegaan van het realisme. Hij wilde het volk schilderen in het alledaagse leven. De nieuwe leer vond een aanhanger in Verlat. Voor een korte tijd verdwijnen de bonte verven van zijn palet. Twee schilderijen uit 1857, de “Val van Christus onder het kruis” in de Sint-Andrieskerk te Antwerpen en "den Vrachtrijder” (“le Coup de Collier”) getuigen van deze zwenking. Op “le Coup de Collier” ziet men twee werkpaarden, aangespoord door een voerman, een zware, met stenen geladen wagen trekken. Verlat had hoge verwachtingen van dit doek. Op de tentoonstelling van Parijs in 1857 was de ontgoocheling groot. Jean Rousseau, kunstcriticus van Le Figaro, hekelde het doek meer dan het verdiende. Hij stelde dat:
“den Vrachtrijder niet beter verdiende dan als uithangbord boven de deur van een ondernemer van verhuizingen te hangen”.
Verlat was diep getroffen. Het doek bleef nog 25 jaar in het atelier van de kunstenaar hangen. In oktober 1883 werd het door Victor Lynen en enkele vrienden van de schilder aangekocht en geschonken aan het Koninklijk Museum voor Schone Kunsten Antwerpen.
Pas later, toen Rousseau bestuurder der Schone kunsten in België was geworden en Verlat directeur van de Antwerpse Academie, vergat hij de oude vete en verkeerde verder op vriendschappelijke voet met hem.
In 1858 keerde hij voor één jaar terug naar Antwerpen. Daarna betrok hij weer voor twaalf jaar zijn atelier in de Cité Frochot. Zijn dierenschilderijen uit deze periode behoren tot zijn beste werken.
Een apart en zeer merkwaardig onderdeel zijn ongetwijfeld zijn schilderijen met apen. Hij geeft de gebreken en dwaasheden van de mens weer, voorgesteld door apen. De werken lopen over van spottende en bijtende humor. De “Oosterse Kwestie” wordt afgebeeld door kaartspelende apen waarbij er een paar vals spelen. Andere werken zijn dan weer zachtzinniger of studies van de mens in apengedaante. Bij het verschijnen, in Le Figaro, van de ongenadige kritiek op “den vrachtrijder” lucht Verlat zijn verontwaardiging in een aap die het afkrapsel van zijn baard afveegt aan een nummer van het blad.
Ook enkele godsdienstige taferelen dateren uit deze periode. Hierbij spelen vorm en warme kleuren de voornaamste rol. In 1864 kocht Keizerin Eugénie “Onze Lieve Vrouw met het kind”. De “Madonna” van 1867, te zien op de Parijse tentoonstelling, bezorgde hem het ridderschap in het Legioen van Eer.

## Verblijf in Weimar
In 1869 werd hij door groothertog Carl-Alexander von Sachsen-Weimar-Eisenach naar Weimar gevraagd om les te geven aan de “Großherzoglich-Sächsische Kunstschule Weimar”. De groothertog wilde de stad waar Goethe, Schiller en Herder hadden verbleven, uitbouwen tot een centrum van kunstonderricht. Deze stad, trots op haar verleden, hield er aan Vlaamse kunstenaars aan te trekken om de leerlingen van de Academie in te wijden in het coloriet van onze meesters. Karel Verlat volgde Ferdinand Pauwels (1830-1904) op. Na hem kwamen nog Willem Linnig Jr., Alexandre Struys en Henry Van de Velde. Samen met Carl Gussow, de schilder met het Vlaamse coloriet, vormde hij er tal van goede leerlingen. De groothertog Carl-Alexander en de groothertogin Sophie der Nederlanden vertrouwden hem de opleiding in het schilderen toe van hun dochters, de prinsessen Maria-Alexandrina en Elisabeth.
Het laatste jaar van zijn verblijf in Weimar vereerde de groorhertog hem met de Orde van de Witte Valk en benoemde hem tot bestuurder van de Academie. Hij kwam in de plaats van graaf Stanislaus von Kalckreuth, die omwille van zijn gezondheid het ambt moest neerleggen.

## Bijbelse taferelen
Verlat wilde zijn Bijbelse taferelen beter naar waarheid weergeven. Hij wilde de bodem, waarop Christus geleefd had, naar de natuur afbeelden en uitgaande van de stelling dat de kenmerken van het volk hetzelfde waren gebleven, het Semitische ras bestuderen. Verlat zocht naar een schilderachtige waarheid. Hij vertrok, in augustus 1875, voor 6 maanden naar Caïro. Vandaar reisde hij naar Palestina. Op zijn weg bezocht hij het klooster van Sinte Saba, volgde de verdroogde bedding van de Cedron, sloeg zijn tent op in het Vuurdal in volle woestijn en ging tot aan de Dode Zee. Daarna keerde hij terug naar Jeruzalem waar hij twee jaar verbleef. Na drie jaar had hij 49 doeken. Verlat had steeds een zekere neiging tot hardheid van kleur. In ‘t Oosten drijft hij die neiging tot het uiterste. Uit de lucht is alle vochtigheid weg, de grond is versteend, de personen hebben een huid als leder, of zoals hij zelf zegt,
“lijk staal met metalen glans, geen spieren vertoonen nog spel, ze werden als uitgebrand aan de oppervlakte der huid”.
Enkele werken uit deze periode zijn; “de Vlucht in Egypte”, “Vox Populi”, “Vox Dei”, en “de graflegging”.
Het schilderij "Vox Populi" bevindt zich in de St. Laurentiuskerk in Alkmaar

## Terug in Antwerpen
Op verzoek van het ministerie keerde hij in mei 1877 terug naar Antwerpen, waar hij werd aangesteld als professor in de schilderkunst aan de Academie. Deze positie was vrijgekomen door het overlijden van Jozef Van Lerius. Daarnaast werd hem de benoeming tot bestuurder van de Academie toegezegd, voor het geval Nicaise De Keyser zou aftreden. Toen dit in 1879 gebeurde, verzocht Verlat de minister om het ambt toe te vertrouwen aan zijn vroegere leermeester Jos Geefs. Aan dit verzoek werd gevolg gegeven. Pas in 1885 werd Verlat zelf aangesteld als bestuurder van de Antwerpse Academie.
In dezelfde periode beleefden ook de panorama's hun hoogdagen. Het panorama van Philippoteaux in de Champs-Élysées te Parijs had zo’n groot succes dat vele steden volgden. Antwerpen alleen bezat er drie: een “Gezicht van Jeruzalem”, een “Slag van Woerth” en een “Slag bij Waterloo”. Het laatste werd in 1881 door Verlat geschilderd, terwijl de landschappen werden verzorgd door de Antwerpse schilder Auguste De Lathouwer (1836-1915). Dit panorama was 122 meter lang en 10 meter hoog. Naast het doek bestond het werk uit plaasteren voorwerpen en personages om het effect te vergroten. Het reusachtige doek werd geschilderd in een oude kapel in de Schuitstraat. Na enkele jaren in Antwerpen werd het doek naar Spanje overgebracht. Het doek beeldt het moment van de Slag bij Waterloo uit, waarop maarschalk Ney, aan het hoofd van de kurassiers, en Generaal Kellermann, aan het hoofd van het voetvolk, de hertog van Wellington aanvallen. De Engelse opperbevelhebber zegt tegen zijn troepen: “Keep steady, my boys, think of England”.
Een tweede panorama schilderde Verlat in 1882 in opdracht van een maatschappij in Moskou. Dit werk beeldt “De Revue der Russische soldaten na de sluiting van de vrede van San Stefano, voor Constantinopel” uit en werd gemaakt in zijn atelier in de Lange Ridderstraat. De derde opdracht, vanuit Chicago, voor een panorama met als onderwerp “het Heilig Land”, werd nooit begonnen door de dood van de schilder.
- Bibliothèque nationale de France: cb149402924 (data)
- Gemeinsame Normdatei: 1011377616
- International Standard Name Identifier: 0000 0001 1879 7693
- Library of Congress Control Number: nr2002032722
- Nationale Bibliotheek van Tsjechië: mzk2012709892
- Nederlandse Thesaurus van Auteursnamen: 323575099
- RKD-Nederlands Instituut voor Kunstgeschiedenis: 80444
- SNAC: w64j25qt
- Système universitaire de documentation: 087529963
- Union List of Artist Names: 500029271
- Virtual International Authority File: 95862318
- WorldCat: E39PBJpPy8fpKM4Rh8gC6CjwG3